# 废两改元
原注引自《中国货币发展简史与表解》
废两改元的讨论起自清末本位之争和单位之争，最后社会意见以统一币制以实行银本位，然后再过渡到金本位为主流。1910年清政府颁布《币制条例》确立元为官方货币单位，然而并没有强制废除两制，社会上使用两的风气移植延续到了民国时期。随着银元的流行和银两的缺乏，社会上废两改元的意见越发成熟，1933年国民政府宣布正式废两改元。

## 银两制度与货币危机
随着西方白银大量流入中国，至清代白银已经成为中国的主要流通货币，民间大体遵循“大数用银、小数用钱”的原则，清政府采用银、铜并行的复本位货币制度，对铜钱的制造施以严格限制，却对银货铸造和流通没有任何管理。清代币制的问题首先体现在货币名目繁多，虽然官方只使用银两和铜钱，但民间不仅使用各种外国银元，还有各大商号和钱庄发行的银票、中外银行发行的兑换券、朝廷的钞票等纸币等等，1900年后各省地方又发行了五花八门的铜元，实际使用状况则更是一言难尽。其次则是银货之庞杂，由于市面上流通银元和银两种类五花八门，因此各地银钱业需要根据质量和平色计算价值，但各地度量衡尚未统一，相互之间折算异常复杂，平民百姓在日常用银过程中常为官员、钱商所剥削。最后，则是银、钱比价问题，清政府虽然规定1:1000的兑换比例，但实际上其比值从来都是自由浮动，银价计算尚且如此复杂，铜币更是问题多多。清末外国银元大规模流入中国，由于其按枚计数、成色统一，很快在民间流行，乃至于市场价格高于纹银，清政府面对银元的流行相当抵触，道光帝虽然没有禁止银元流通，但要求地方对于银元“示以限制，其价值一以纹银为准，不得浮于纹银，庶不至愈行愈广”，并且禁止地方铸造银元；这一规定直到光绪年间才废除。
随着清政府陷入内忧外患，货币危机也越发严重。许多有识之士在此时都已经意识到银两制度存在的弊端，民国大学教授张家骧调查发现各省流通的宝银成色有104种之多，中国银行在民国初年调查各地平砝又可以达到170多种。计算银两价值的平色如此混乱，以至于陈虬评价“客行叠千金，驰万里，稍不留神核计，南北往返，数月后，囊中物无事而坐耗其半矣”，他在论著强烈主张国家统一发行货币并以严刑峻法驱逐其它货币。刘世珩则将问题归结于“沿用称量币制”，他和梁启超都主张废除称量货币，回收银锭熔铸银元，以按枚计数的银元取代落后的银两制度。在华外商早就苦于中国货币汇兑难题，马士在《中华帝国对外关系史》就给出一个典型例子：江苏向甘肃省提供协饷时，江苏缴税用江苏银，收入国库用库平银，运输用漕平银，到了上海钱庄又是用规元，运到甘肃又要用漕平银，到了甘肃又换甘肃银，和户部和江苏结算又要走一遍汇款流程，同一笔汇款路上辗转折算不下9次，这一过程不仅耗时耗力还留有大量腐败空间。西方各国出于自己的贸易利益考虑，纷纷制造并在华推行贸易银元，反对中国自铸银元。

## 两元之争与银元统一
1895年甲午战争和1900年义和团之乱后，清政府因战败欠下巨额外债，有学者统计中国截至1835年累计净流入白银11亿两，清政府总共需要偿还13亿两的债务本金，而单单庚子赔款就要偿还4.5亿两债务和5.3亿两利息。由于列强强迫清政府借银还金，清政府需要借款在伦敦市场购置黄金以偿还债务，银价低迷下财政因英镑升值亏空巨大（即镑亏），并且列强在对华条约中也要求清政府改革币制，清政府在内外压力下开始考虑确定国币的问题。最初这一讨论争论在于货币本位问题，但随着实权派大臣张之洞和袁世凯反对金本位，并且清政府也缺乏足够的黄金，因此最终选择了银本位作为国币发行的本位。选择银本位后，清政府内部有开始争论银币的单位问题：奕劻、袁世凯、那桐等人主张中国应该铸造两制银币，而代表沿江沿海省份的载泽、盛宣怀等人则坚持沿用外国银币七钱二分的规格，两派相持不下，史称两元之争。清朝大臣中最早自铸银币的张之洞，在1890年于广州初次发行银币时沿用洋钱七钱二分之制，但到了1904年却倒向了两制货币。张之洞认为新货币既然作为国币就必须彰显国家主权，没有理由沿用外国制度，如果继续仿照外洋只会让外洋在国内通行无阻。在户部的支持下，张之洞命令湖北银元局发行一两银币，但市场反应并不理想。1910年4月，户部最终颁布《币制条例》确定元为法定货币单位，但没有废除银两的决定，由于辛亥革命爆发《币制条例》很快沦为空文。
辛亥革命后，新生的中华民国继承了清政府的货币财政，并且最初由于战争的影响，各地币制更为混乱。南京临时政府虽然出台《币制纲要》，在法律上规范银元铸造和发行，维持银元的主币地位，但其权力很快为袁世凯所攫取。北洋政府为了整理币制，在1914年颁布了《国币条例》，重新确立清末银本位制度，并将一元银币作为无限法偿的本位货币。从1914年开始，天津和上海都开始铸造袁大头银币作为新的国币。由于袁大头平色稳定，很快于1915年取代了原来前清的龙洋市场洋厘行情，并借1919年五四运动之际彻底废除鹰洋行情，一举成为中国国内银元的唯一主币。袁大头的发行不仅统一了银元市场，在政府的一再推广下，市面上的银两也在大量减少，但现实中商业来往和国际收支，尤其是内陆地区的大额交易，仍然在使用银两，并且各地商界仍将形式化的虚银两作为记账单位。以1920年代上海为例，当时的银行准备金仍然以实银两为主，批发商业和证券交易仍是用虚银两定价，乃至于租界内日常交易和工资发放仍是按照虚银两发放，并且袁大头流通的同时各种成色的银元仍在流通，因此银元本身仍需验色使用。对于普通商户而言，两元并行的现实令其需要同时准备两和元，外贸需要用到海关两，国内贸易则用银元，如果银两或者银元不够用的时候则需要到钱庄业把持的洋厘市场互换货币，钱庄从中抽取至少0.125%的佣金。每当国内农产品上市，商户急需换洋采购，洋厘价格就开始水涨船高，侵蚀利润。对于政府而言，作为主要税源的海关关税仍在使用银两，为政府财政管理造成不小影响。
现实问题迫使商界推动彻底的“废两改元”，以银行业为首的利益集团开始推动政府进行改革。1917年上海总商会董事苏筠尚和张知笙在商会内部倡议“废两改元”，1921年全国银行公会、全国商会联合会、天津银行公会等组织声请政府“废两改元”，学术界也多有讨论，但由于钱业强烈反对和政府本身能力不足，始终难以出台相应政策。中国的银行家也有计划通过自身整顿币制。中国银行和交通银行率先使用法定含银量计算价格，实际上绕过洋厘市场，起到“废两改元”的作用，当时的学者张辑颜乃称铸造流通袁大头为“废两改元之第一步”。。陈光甫则在上海银行首创两元并用，废除洋厘差额和手续费，此举在上海银行界风行。贝祖诒提出设立统一发行的铸币厂以统一银元成色，徐寄庼则提议由中国银行和交通银行回收市面流通的各种银元和钱庄银两改铸为银元，陈光甫也支持划一成色、统一铸造，张公权则希望以其中国银行的体量先统一银币、后改立金本位。英国商人也主张“废两改元”，1919年英商公会在上海举办年会主张废两改元、统一银元，并由英国商人在上海创办铸币厂实施这一方案；次年，英国人控制的中国海关总税务司向北洋政府提议建立上海造币厂，这一举动刺激到上海的华商，上海银行公会担心政府出于财政困难出卖主权，立即组织财团主动到北京财政部主动提供借款接洽此事，虽然双方在1921年就已经达成协议，但终北洋政府时期都没有将中央造币厂建立起来。

## 国民政府废两改元政策

### 各地试行

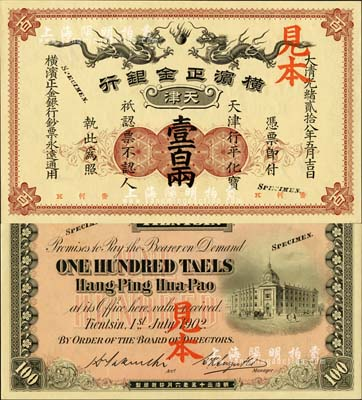
横滨正金银行发行的100两纸币

“废两改元”与银两制度密切相关，实际上由于银两短缺，在民国元年广西、云南、热河都自发废两改元，紧随其后的是1914年的南昌。1915年奉天的抚顺率先废两改元，至1918年这一改革推行全省，宁波、厦门商界也起而仿效。1919年湖南宣布废两改元，然后重庆也推行统一政策，年内阎锡山也下令山西统一币制、通用银元。实际上到了1920年代，市面上已经很少使用白银交易，取而代之的是仅仅作为货币价值尺度和记账单位的虚银两，其中汕头的钱庄因其信用良好，发行的虚银两纸币——七兑票在汕头市场风行一时，甚至因为银价下跌，使用价格超过等面值的银元，人称“纸贵银贱”。1925年4月国民革命军东征结束，东征军占领潮汕后设立建国粤军潮梅海陆丰各属财政总局和中央银行汕头分行，但是在当时汕头七兑票居高不下，甚至可以兑换150%以上面额价值的银元，因此5月10日当局下令废止七兑票。最初这一举措受到汕头商会和钱庄的抵制，反而导致银元和粤毫价格暴跌，后来政府也商界达成妥协，决定以汕头总商会召开大会自行决定废除七兑票，汕头总商会随后在宣布6月1日正式废两改元。1926年国民革命军攻克武昌，但由于军费开支增加和宁汉分流，加上外国银行拒绝给支持工人运动的武汉政府贷款，以汪精卫为首的武汉当局为弥补财政颁布《国民政府集中现金条例》征集市面现银、统一使用纸币，导致国内金融界与武汉断绝来往，由于现银断绝只能使用纸币，间接促成废两改元，但武汉钱庄界还是在1928年恢复了汉口的洋例银市场。1926年何应钦率领国民革命军占领福州，福建也出现了市面“台伏票”“纸贵银贱”的局面，福建商界认为钱庄操控价格赚取暴利，因此政府于1928年1月颁布命令废除“台伏票”、以“大洋票”取代“台伏票”，但钱庄后来对命令阳奉阴违，发行了与银元不等值的“划洋票”，实际上又回到了两元并用的情况。1929年4月，南京国民政府接管青岛，青岛市面的虚银两“胶平银”则操于日本正金银行。从1927年开始华资银行就谋求废止“胶平银”改用银元本位，但因为日商抵制无法成功。7月国民政府成立青岛特别市后，中国银行向政府提议联合华商废止“胶平银”、维持货币主权，随后青岛市面华商银行联合发布《青岛各银行号废止胶平银声明》，汇丰、麦加利、德华、朝鲜等银行均予以认可，但日本正金银行以拒收中国银行、交通银行和中央银行纸币为筹码拒绝就范，于是中央银行青岛分行在9月号召青岛华界抵制正金银行钞票，最终取得了废两改元的成功。

### 《废两改元令》
来源：
1933年，中華民國財政部发布废两改元令，正式廢除銀兩的流通，使得国内货币统一，完成廢兩改元。
银本位币一元 = 纯银 23.493448公分
上海银两每两合纯银 33.599公分
{\displaystyle {\tfrac {23.493448}{33.599}}=0.6992305}
每银本位币一元 = 上海银两（纯银）0.6992305
加铸费2 1/4%  = 上海银两（纯银）0.0157327
每银本位币一元 = 上海银两（纯银）0.715
废两改元问题上，主要的阻力在于外商银行和钱庄势力。由于中国产银极其有限，外商银行控制着中国的白银进出口，在银本位制度下实际上主导中国的货币发行量。在1930年代以前，英国伦敦是世界上唯一的白银市场，后来美国纽约也建立新市场，而上海银市却没有固定交易场所，主要依托汇丰银行等外国银行进行交易，外资银行也在白银储存量上占据优势。

### 注解
1. ↑  包括1902年《中英续议通商行船条约》、1903年的《中美续议通商行船条约》和《中日续议通商行船条约》、1904年《中葡通商条约》、1906年《中德续议通商行船条约》。[7]
2. ↑  例如，《国币条例》规定铸币权专属于政府，禁止民间铸造银两；1914年币制局总裁梁启超《呈大总统推行国币简易办法》规范通商口岸的银两兑换方法，政府购买生银铸造银元，持有银两者可以在银行兑换银元；1917年《财政部咨呈国务院为部拟国币法草案》不仅强调铸币权专属，还规定一元以上交易一律使用银元，一元以下则使用铜镍辅币。[10]
3. ↑  关平是由1858年中英《天津条约》和《中英通商善后章程》所确定，国际贸易、对外借款和国际金融都是用关平计算。[13]

### 引用
1. ↑  张华勇 2019，第3頁.
2. ↑  洪葭管 1993，第91-94頁.
3. ↑  杨端六 2007，第266頁.
4. ↑  Morse 1963，第31-32頁.
5. ↑  张华勇 2019，第81-83頁.
6. ↑  童丽 2017，第57頁.
7. ↑  杨端六 2007，第306頁.
8. ↑  熊昌锟. . 清华大学学报(哲学社会科学版). 2019, 34 (3): 118-132+196  [2023-01-21]. （原始内容存档于2023-01-21）.
9. ↑  千家驹 & 郭彥崗 2014，第191頁.
10. 1 2 3  汪青. . 安徽钱币. 20111, (3).
11. ↑  萧清 1987，第55-57頁.
12. 1 2 3  燕红忠. . 中国经济史研究. 2019, (6)  [2023-01-23]. （原始内容存档于2023-01-23）.
13. ↑  千家驹 & 郭彥崗 2014，第175-176頁.
14. ↑  萧清 1987，第60-63頁.
15. ↑  张华腾; 丁健. . 历史教学. 2012, (7)  [2023-01-22]. （原始内容存档于2023-01-22）.
16. ↑  童丽 2017，第49-55頁.
17. ↑  陈海忠. . 近代史学刊. 2019, (1): 91-103+276  [2023-01-27]. （原始内容存档于2023-01-27）.
18. ↑  .   [2023-02-03]. （原始内容存档于2023-02-02）.
19. ↑  中国人民银行总行参事室 1991，第93頁.
20. ↑  戴建兵. . 中国社会科学. 2012, (9).

- “黄金年代”的阴影——国民政府的困境和危机 （页面存档备份，存于）